# Megacythere repexa
Megacythere repexa är en kräftdjursart som beskrevs av Garbett och Rosalie F. Maddocks 1979. Megacythere repexa ingår i släktet Megacythere och familjen Cytheromatidae. Inga underarter finns listade i Catalogue of Life.